# Czerna Mała (przystanek kolejowy)
Czerna Mała – przystanek osobowy w Czernej w Polsce, w województwie dolnośląskim, w powiecie średzkim, w gminie Miękinia.

## Ruch pasażerski
| Rok  | Wymiana pasażerska na dobę |
| ---- | -------------------------- |
| 2017 | 100-149                    |
| 2022 | 100-149                    |

Od 12 grudnia 2021 r. do 11 czerwca 2022 r. przystanek na żądanie. Od 12 czerwca 2022 r. ponownie przystanek stały.